# Myndigheten för press, radio och tv
Myndigheten för press, radio och tv (MPRT) var en svensk statlig förvaltningsmyndighet under Kulturdepartementet. Från och med den 1 januari 2024 ingår MPRT i Mediemyndigheten. 
När den inrättades den 1 augusti 2010 hette den  Myndigheten för radio och tv. Den ersatte de tidigare myndigheterna Radio- och TV-verket och Granskningsnämnden för radio och TV. Den 17 juni 2010 klubbades förslaget om en avveckling av Radio- och TV-verket och Granskningsnämnden. Myndigheten bytte namn den 1 januari 2016 till Myndigheten för press, radio och tv med anledning av att ansvaret för presstödsfrågor tillkommit i samband med att Presstödsnämnden inordnats i myndigheten den 1 juli 2015.
Före detta flyttades även uppgifterna gällande Taltidningsnämnden från Presstödsnämnden till Myndigheten för tillgängliga medier (MTM), tidigare Talboks- och punktskriftsbiblioteket (TPB), den 1 augusti 2010. Sedan 1 februari 2019 har Presstödsnämnden ersatts av Mediestödsnämnden.

## Verksamhet

### Granskningsnämnden
Myndigheten övervakar genom granskning i efterhand om program som har sänts i tv eller radio eller tillhandahållits i beställ-tv står i överensstämmelse med radio- och tv-lagen och de programrelaterade villkor som kan gälla för tjänsterna. Granskningen sker efter en inkommen anmälan eller på initiativ av nämnden eller av myndigheten själv.
Alla anmälningar prövas inte och nämndens granskning avser främst de anmälningar vars prövning bidrar till effektiv kontroll och en god efterlevnad av gällande regler. Frågor av principiell betydelse eller som berör en enskilds personliga intressen eller liknande intressen för företag ska dock alltid prövas.
Man övervakar att Sveriges televisions, Sveriges radios och Utbildningsradions program samt Tv4 lever upp till de regler som gäller för sändningar i SVT, SR, UR och Tv4. Dessa handlar om:
- opartiskhet
- saklighet
- respekt för privatlivet
- beriktigande och genmäle
- mediets genomslagskraft
- våld och pornografi
- otillbörligt kommersiellt gynnande
- sändningsbeteckning
- reklam
- sponsring
- produktplacering

För SVT Play gäller däremot inte något krav på opartiskhet eller saklighet.

### Utfärdande av utgivningsbevis
Privatpersoner, företag, organisationer och myndigheter kan ansöka om utgivningsbevis för sina databaser. Utgivningsbeviset är giltigt i tio år och kan därefter förnyas. Utgivningsbeviset ger samma grundlagsskydd för yttrandefriheten som massmedieföretag har för sina publiceringar på internet.
Ansökningsavgiften för utgivningsbevis är 2 000 kronor.